# دشت ناامید
دشت نااُمید که دَغ نَمَدی هم نامیده می‌شود بیابانی است به مساحت ۳۰۰۰ کیلومترمربع که در امتداد مرز افغانستان و ایران قرار دارد و ادامه‌ای از دشت کویر، کویر بزرگ واقع در ایران به‌شمار می‌آید. این بیابان زمینی پست در شرق کوهستان‌های شرق ایران است ؛ بخشی از این دشت در جریان معاهده پاریس ۱۸۵۷ که توسط فرخ خان غفاری مهردار خاصه ناصرالدین شاه و ماکلین و ماکماهون از دولت بریتانیا به امضا رسید ؛ به دولت تازه تاسیس پادشاهی افغانستان واگذار گشت ؛بدین شکل که در جریان معاهده ایران علاوه بر به رسمیت شناختن افغانستان ، بخشی از دشت ناامید را نیز به پادشاهی افغانستان واگذار کرد.

## جغرافیا
دشت ناامید منطقه نسبتاً گسترده‌ای است که سطح آن به‌طور کل هموار یا دارای کمی تپه‌ماهور است ولی بی‌نظمی‌های سطحی در آن کم دیده می‌شود. این دشت در میان چند منطقهٔ پرارتفاع‌تر واقع شده است.
بخشی از دشت ناامید به وسیله رودخانه فراه و شاخه‌های فرعی آن آبیاری می‌شود. سطح آن از خاک‌های رسی و شوره‌زارها (سولونچاک) پوشیده شده و پوشش گیاهی آن کویری است. افسنتین و علف شور از گیاهان غالب در منطقه است و در برخی قسمت‌ها هم دسته‌های کم‌پشت از گیاه تاغ سیاه می‌روید.
در دشت ناامید در کنار کوه‌های شرق ایران نواری از استپ قرار گرفته است. کوچ‌نشینان در منطقه به پرورش گوسفند و شتر می‌پردازند.
بادهای ۱۲۰ روزهٔ سیستان معروف به بادهای لوار، که دنبالهٔ بادهای موسمی هندوستان است و به‌ویژه در بیابان تار این کشور قدرت می‌گیرد با عبور از دشت ناامید و دیگر نواحی کم‌ارتفاع افغانستان وارد ایران می‌شود. این باد بر اثر اختلاف فشار بین ارتفاعات شمالی افغانستان و دشت ناامید تقویت می‌گردد.

## پیشینه
مرز میان ایران و افغانستان را دو ژنرال انگلیسی ماکلین و ماکماهون در زمان ناصرالدین شاه و در دوره قاجار ترسیم کرده بودند. که بر اساس اسناد تاریخی در جریان عهدنامه پاريس که توسط فرخ‌خان غفاری شاهزاده قجری داد به افغانستان داده شد تا کل ایران مرز با همسایهٔ شرقی اش افغانستان را بازبینی و قطعی کنند و افغانستان را ناصرالدین شاه به رسمیت بشناسد. در این باره در ابتدای سند حکمیت آمده:
«سرحد بین ایران و افغانستان از ۳۷/۳۵ تا ۵۰/۲۹ درجه از شمال به جنوب تقریباً به طول ۸۱۵ کیلومتر امتداد یافته است - یک قسمت از آن که تقریباً ۱۶۵ کیلومتر است در شمال چهل و پنج سال قبل از طرف ژنرال انگلیسی موسوم به ماکلین و بعد یک قسمت دیگر آن که بیش از ۲۷۵ کیلومتر در انتهای جنوبی طرف سیستان واقع است به توسط کلنل ماکماهون انگلیسی تحدید گردید. سرحدی که از طرف ماکلین تحدید گردیده به علامت نمره ۳۹ واقع در درجه ۲۰/۳۴ و سرحدی که به توسط کلنل ماکماهون در سیاه کوه واقعه در درجه ۳۰/۳۱ تحدید گردیده عمل می‌شود. قسمتی که تقریباً ۳۷۵ کیلومتر می‌شود و در بین این دو منطقه واقع است تحدید نگردیده و راجع به تعیین و تحدید قسمت مزبور می‌باشد که به ما مأموریت داده شده است.»
در معاهده پاریس دربارهٔ معاهده دشت ناامید که بین فرخ خان غفاری و ماکلین بسته شد چنین تصمیم گرفته شد: «سرحد تقریبا دشت ناامید را از وسط قطع کرده و در امتداد جنوب شرقی ادامه پیدا نموده و علامت نمره ۷۴ تقریباً در یک مسافت تقریباً ۳۵ کیلومتری علامت سرحدی نمره ۷۳ و تقریباً در ۱۵ کیلومتری غربی چاه مزار قرار داده شده است.»

## ویژگی‌ها
مرکز دشت ناامید در عرض جغرافیایی ۳۲٫۵۸۳۳۳ و طول ۶۰٫۷۵ قرار گرفته و ارتفاع آن ۶۳۵ متر بالاتر از سطح دریا می‌باشد.
طلوع آفتاب در این دشت (بدون در نظر گرفتن تغییر ساعت تابستانی): ۰۵:۲۲ و غروب خورشید در ۱۹:۲۸ است.
نزدیک‌ترین زمین‌لرزه‌ای که به این دشت رخ داده زمین‌لرزه‌ای در روز دوشنبه ۲۱ نوامبر ۲۰۱۱ بود که در فاصلهٔ ۸۶٫۳۵ کیلومتری دشت ناامید و در شرق ایران روی داد و زمان رخ دادن آن به وقت محلی ۰۱:۱۱ بود. بزرگای این زمین‌لرزه ۴٫۷ در مقیاس ریشتر و عمق آن در ۲۸ کیلومتری زیر زمین بود.

## توصیف
در متن رأی حکمیت دولت ترکیه راجع به تحدید حدود ایران و افغانستان که در تاریخ ۲۴ اردیبهشت ۱۳۱۴ مطابق پانزدهم مه ۱۹۳۵ میلادی صادر شده در مورد دشت ناامید این‌گونه نوشته شده است:
«دشت لم‌یزرع که ایرانی‌ها دشت نااُمید و افغان‌ها دغ‌نمدی می‌نامند در طرف جنوب در یک مساحت بیش از هشتاد کیلومتر امتداد یافته و در انتهای جنوبی آن محل یک دریاچه موسوم به دغ‌تندی وجود داشته و در بهار آب‌هایی که از کوه‌های هم‌جوار جاری می‌شود در محل مزبور جمع می‌گردد دریاچهٔ مزبور در فصل تابستان خشک می‌شود و بعد اراضی مختصر ارتفاعی پیدا کرده و کوه‌های پست و بلندی که از هم دور هستند مشاهده می‌شوند دره‌ها به طرف جنوب امتداد پیدا کرده و به دریاچهٔ هامون که در مشرق به وسیله دشت لم‌یزرع و در مغرب به وسیلهٔ کوه‌های مرتفع احاطه شده است منتهی می‌گردد.
در قسمت‌های مسطح این منطقه وسیعه ارتفاع متوسط زمین از دریا ۷۰۰ متر بوده در صورتی که ارتفاع پاره‌ای از کوه‌ها از ۱٬۵۰۰ متر متجاوز می‌باشد.
جز سه مزرعه که در یزدان موجود است در این منطقه وسیعه هیچ محل مسکون و مزروعی مشاهده نمی‌شود ولی چند چاه و چشمهٔ آب شیرین و شور با عمق‌های مختلفه در آنجا موجود می‌باشد.
این منطقه به واسطهٔ گرمای فوق‌العاده در تابستان غیرقابل سکونت می‌باشد. عشایری که در فصل تابستان در کوه‌های واقعه در مشرق منطقهٔ مزبوره زیست می‌نمایند زمستان را در آنجا به سر می‌برند و نظر به اینکه یک قسمت مهم سال را در آنجا می‌گذرانند منطقهٔ مزبور را مثل منزل خود تصور می‌کنند. عشایر
مزبور چادرهای خود را در آنجا زده و شتران و رمه‌های خود را در نزدیکی چاه‌ها نگاه می‌دارند نظر به اینکه بهار در آنجا زود شروع می‌شود، عشایر همینکه بره‌هایشان توانستند این مسافت‌های طولانی را سیر نمایند مجدداً به کوه‌ها می‌روند در زمستان چادرهای سیاه در اطراف هر چاهی شکل قریه به خود می‌گیرد در صورتی که در تابستان فقط قبرهایی از این قرا مهاجر باقی‌مانده و در بین آن‌ها مار و عقرب حرکت می‌کند.
آهوهای زیبا که در زمستان در آنجا خیلی زیاد است در تابستان از آنجا خارج می‌شوند ولی منطقهٔ مزبور که صحرا نامیده می‌شود در واقع این‌طور نیست زیرا گیاه درشتی در آنجا می‌روید که غذای شترها و گوسفندان عشایر بوده و یک نوع درخت‌های کوچکی در آنجا به عمل می‌آید که آن را ساکساول می‌نامند و به مصرف سوخت می‌رسد.
در پاره ایام زمستان یک باد شمال خیلی شدیدی در آنجا ورزیده و از یک هفته الی یک ماه لاینقطع ادامه پیدا می‌کند.
در یزدان که در وسط منطقه مزبوره واقع است علائم تمدن قدیم خراسان مشاهده می‌شود. در عهد قدیم چندین قنات که به چاه‌ها اتصال داشته و برای آوردن آب از مشرق به مغرب اختصاص داشت در آنجا وجود داشته و مناطق واقعه در مشرق دغ پترکان مزروع بوده‌اند. فعلاً سه مزرعهٔ موسوم به یزدان و نظرخان و کبوده در آنجا وجود دارد و فقط سه رشته از قنوات قدیمه را دائر کرده‌اند.
مزرعه‌های مزبوره را هر گاه کلیه قنوات تعمیر شود می‌توان توسعه داد و در آنجا ایرانی چادرنشین دیده نمی‌شود زیرا دهقانان ایرانی زارع می‌باشند.
تعداد اهالی این منطقه نامعلوم بوده و فقط عشایر مختلفه که اسامی آن‌ها معروف است در آنجا وجود داشته و اهمیت آن‌ها از تعداد چادرهایشان معلوم می‌شود.»